# Suite 16 (film)
Suite 16 is een erotische thriller uit 1994. Deze werd geregisseerd door Dominique Deruddere.

## Verhaal
De film speelt zich af in een duur hotel aan de Côte d'Azur. Chris, een gigolo, raakt hier in gevecht met een van zijn vrouwelijke klanten. Als hij beseft dat hij haar waarschijnlijk gedood heeft slaat hij op de vlucht en komt hij terecht in kamer 16, een penthouse waar de rijke maar gehandicapte man Glover woont. Glover biedt hem aan om hier onder te duiken voor de politie. Chris wordt verwend met drank en drugs en zoveel prostituees als hij zich maar kan wensen.
Dan ontdekt Chris dat Glover alles opneemt. Glover biedt aan dat Chris voor veel geld de seksuele fantasieën mag beleven waar Glover door zijn handicap niet meer toe in staat is. De fantasieën worden echter steeds perverser en sadomasochistischer. Als Chris er genoeg van heeft biedt Glover hem aan om nog één keer voor hem op te treden, voor nog meer geld. Deze keer moet Chris echter een vrouw vermoorden terwijl Glover toekijkt. Ze kiezen Helen uit als slachtoffer.

## Rolverdeling
| Acteur             | Personage |
| ------------------ | --------- |
| Antonie Kamerling  | Chris     |
| Pete Postlethwaite | Glover    |
| Géraldine Pailhas  | Helen     |